# إل كارمن دي بوليفار
كارمن دي بوليفار بالإسبانية: El Carmen de Bolívar) Bolivar)هي بلدة في إدارة بوليفار في كولومبيا تقع على بعد 114 كم جنوب شرق قرطاجنة دي إندياس. ويقع في النظام الأولوغرافي في مونتيس دي ماريا، حيث أنه أكبر عدد من السكان، فضلا عن كونه المركز الذي يركز الحركة الاقتصادية والتجارية للمنطقة دون الإقليمية. وهي ثالث أكبر بلدية في المحافظة من حيث عدد السكان. وهو مركز زراعي مهم، يعتبر «مخزن الزراعة والغذاء من قسم بوليفار» لكونه موردا كبيرا لإدارة كاملة من المنتجات مثل الأفوكادو والتبغ والكاكاو والموز، y أحب والسمسم. ومن المعروف أيضا باسم مدينة الحلو في كولومبيا كجزء من اقتصادها يقوم على تجهيز الأغذية مثل Chepacorinas الكوكيز، كوكو كاساديلا، بانوشاس، من بين أمور أخرى.
أما بالنسبة للبنية التحتية للنقل، فإن موقعها المتميز جغرافيا يربط منطقة البحر الكاريبي الكولومبية مع سانتاندري وداخل البلاد من خلال الربط بين روتا ديل سول الثالث، وبالمثل هو نقطة رئيسية من اتصال غرب البلاد إلى الموانئ الكبيرة من بارانكيلا وكارتاخينا، قريبا سيتم ربط هذا الشريان الطريق الوطني الهام إلى خليج موروسوكيلو من خلال مونتيس دي ماريا عبر فيرسال.
خلال فترة الاستقلال، ميزته أنه يُلهم بدعم سكانها لقضية الزهق التي يقودها العقيد مانويل كورتيس كامبومانيس، الذي أكسبها الوقت الذي سيقام في قرية في عام 1812. وفي النصف الثاني من القرن التاسع عشر اكتسبت أهمية إستراتيجية واقتصادية في بداية تجارة المنتجين الزراعيين مثل التبغ والبن عبر ميناء خيسوس ديل ريو، على نهر ماغدالينا إلى موقع بارانكاس دي سان نيكولاس، مما سمح له بأن يصبح أحد مراكز التصدير الرئيسية في البلاد حتى النصف الأول من القرن العشرين.